# Middelbeers
Middelbeers is een dorp in de Nederlandse gemeente Oirschot, gelegen in regio de Kempen, provincie Noord-Brabant en het grootste van de drie Beerzen. Tot 1997 bevond het gemeentehuis van de toenmalige gemeente Oost-, West- en Middelbeers zich in Middelbeers. Op 1 januari 2023 telde het dorp (inclusief buurtschap Westelbeers) 3.785 inwoners, verdeeld over 1.579 woningen, op een oppervlakte van 19,44 km².
Middelbeers ligt ingeklemd tussen de buurtschappen Voorteind en Kuikseind, respectievelijk ten noorden en ten zuiden van Middelbeers. Ongeveer anderhalve kilometer ten noordoosten van Middelbeers ligt Oostelbeers, en op ongeveer vier kilometer in dezelfde richting ligt de gemeentelijke hoofdplaats Oirschot.

## Bezienswaardigheden
Het oude dorp bestaat uit een toelopende pleinachtige straat, de Doornboomstraat, waar nog een dorpspomp staat. Een zijstraat hiervan voert naar beide kerken, de pastorie en de Vesthoeve.
- Het Oude Kerkje. Deze kerk werd in 1927 buiten gebruik gesteld en wordt vooral gebruikt voor exposities en andere culturele doeleinden. Daarnaast wordt de Oude Kerk bij bijzondere gelegenheden nog voor de eredienst gebruikt. Om het kerkje ligt een ommuurde, voormalige begraafplaats.
- De nieuwe Sint-Willibrorduskerk elders in het dorp dateert uit 1927 en werd ontworpen door architect L.J.P. Kooken. Het is een bakstenen kerk.
- Pastorie, naast de nieuwe Sint-Willibrorduskerk, uit 1865
- Enkele oude boerderijen, waaronder de Vesthoeve uit 1771
- Molenromp, van de Molen Himbergen, aan de weg naar Oostelbeers, Hertog Janstraat 7
- Het voormalige gemeentehuis van de gemeente Oost-, West- en Middelbeers aan de Doornboomstraat.
- Landgoed de Baest

Zie ook
- Lijst van rijksmonumenten in Middelbeers
- Lijst van gemeentelijke monumenten in Middelbeers

## Economie
Middelbeers is een voornamelijk agrarisch dorp, terwijl ook het toerisme van belang is. Ten noorden van het dorp bevindt zich het bedrijventerrein het Steenfort. Daar is een aantal bedrijven gevestigd in de metaal-, de kleding-, en de meubelindustrie en in de bouwnijverheid.
Aan de Westelbeersedijk ligt een productievestiging van Alimak Hek, een Zweeds bedrijf dat bouwliften vervaardigt.

## Natuur en landschap
Middelbeers is omsloten door agrarisch grondgebruik, en ligt ongeveer op twintig meter boven NAP. Ten westen van het dorp stroomt de Groote Beerze en ten oosten de Kleine Beerze. Beide riviertjes hebben, naast de oorspronkelijke meanderende bedding, een omleidingskanaal. Langs de dalen van deze riviertjes zijn hier en daar stroken naaldbos.
Ten zuiden van Middelbeers strekt zich de Landschotse Heide uit, een heidegebied met vennen dat omringd wordt door naaldbossen.
Ten noorden van Middelbeers ligt het landgoed Baest.

## Nabijgelegen kernen
Westelbeers, Vessem, Oostelbeers, Diessen

## Geboren
- Piet Smulders (1895-1944), burgemeester
- Jan Smulders (1898-1945), burgemeester
- Antonia Nouwens (1907–2016), eeuwelinge
- Sjan van Dijck (1964), boogschutter
- Sjoerd van Beers (1995), voetballer